# Pristimantis divnae
Espèce
Statut de conservation UICN

 LC  : Préoccupation mineure
Pristimantis divnae est une espèce d'amphibiens de la famille des Craugastoridae.

## Répartition
Cette espèce est endémique du Pérou. Elle se rencontre entre 270 et 980 m d'altitude dans les régions de Madre de Dios, de Cuzco et de Puno.

## Description
Les mâles mesurent de 22,8 à 23,4 mm.

## Publication originale
- Lehr & von May, 2009 : New species of Pristimantis (Anura: Strabomantidae) from the Amazonian lowlands of southern Peru. Journal of Herpetology, vol. 43, p. 485-494.